# Barney Sedran
Barney Sedran (nacido Sedransky; apodado «Mighty Mite»;  28 de enero de 1891-14 de enero de 1964) fue un jugador profesional estadounidense de baloncesto en las décadas de 1910 y 1920, miembro del Salón de la Fama del Baloncesto.

## Carrera
Era un judío nativo de la ciudad de Nueva York, y creció en Lower East Side. Sedran (abreviatura de Sedransky) fue miembro de los conocidos New York Whirlwinds y Cleveland Rosenblums, entre muchos otros equipos en Nueva York y en Carbondale (Pensilvania). De vez en cuando se asoció con Marty Friedman, formando uno de los mejores dúos de escoltas en la historia del baloncesto.
Sedran jugó para la University Settlement Society of New York del Lower East Side porque le dijeron que era demasiado bajo para formar parte del equipo que le correspondía, el DeWitt Clinton High School de El Bronx. El equipo de Settlement ganó el campeonato de la división para jugadores con peso máximo de 115 libras (52,2 kg) en 1905-06 y el título de la AAU metropolitana en 1906-07.
En el City College (Nueva York) (CCNY), Sedran fue el máximo anotador de la escuela durante tres temporadas consecutivas, 1909-11, y fue incluido en varios equipos universitarios de estrellas.
Siendo el jugador más pequeño consagrado en el Salón de la Fama del Baloncesto, "The Mighty Might of Basketball" se convirtió en profesional después de dejar CCNY, formando equipo con éxito y, a menudo, con el miembro del salón de la fama de 5 pies 7 pulgadas (1,70 m) de altura (Naismith e IJSHOF) Max Friedman. Eran conocidos como los Gemelos Celestiales. En una época tumultuosa, ligas de corta duración y calendarios que a menudo requerían de hasta tres partidos por día, se dice que Sedran fue la estrella mejor pagada del baloncesto profesional.
Sedran jugó en los siguientes equipos: Newburgh Tenths 1911-12 (Hudson Valley League), Utica Utes/Indians 1912-14 (Estado de Nueva York), Carbondale Pioneers 1914-18 (Pensilvania), Brooklyn Trolley Dodgers 1915-16 (Interestatal), Kensington Jaspers 1915-17 (Pensilvania), Jersey City Skeeters 1917-18 (Central), Scranton Miners 1918-19 (Pensilvania), Albany Senators 1919-20/1921-24 (Nueva York), Passaic Athletic Association 1919-20 (Interestatal ), Turners Falls Athletics 1919-20 (Interestatal), New York Whirlwinds 1919-21 (Este), Bridgeport Blue Ribbons 1920-21 (Central), Trenton Tigers 1920-21 (Este), Easthampton Hampers 1920-22 (Interestatal), Mohawk Indians 1921-22) (Nueva York), Cohoes Cohosiers 1921-22 (Nueva York), New York Giants 1921-22 (Este), Brooklyn Dodgers 1921-23 (Metropolitan), Philadelphia DeNeri 1922-23 (Este), Yonkers Chippewas 1923-24 (Metropolitan), Cleveland Rosenblums 1924-26 (American Basketball League), Brooklyn Jewels 1932-36 (Metropolitan), y New York Whirlwinds 1936-38 (Metropolitan).
Entre los logros más destacados en la cancha de Sedran pueden citarse: Lideró a Newburgh en 1912, Utica 1913-15, Carbondale PA en 1917, Easthampton 1920-21 y Albany en 1921 a la consecución de campeonatos de liga. Después de que su club Utica ganara el título de Liga del Estado de Nueva York de 1913-14, los Utes derrotaron a Trenton, campeones de la Liga del Este, haciéndose con el Campeonato Mundial Profesional. Sedran una vez anotó 34 puntos en una cancha sin tableros; otra vez, 34 puntos tirando a los aros sin red. Promedió 7,3 puntos por partido durante su carrera, con un máximo de temporada de 13,2 puntos por partido en 1917.
Como entrenador profesional, Sedran fue jugador-entrenador de la Asociación Atlética de Passaic (1919-20) en la Liga Interestatal y entrenador de los siguientes equipos de la Liga Americana de Baloncesto (ABL): Kingston Colonials (1938-40), Kate Smith Celtics (1938-40), Troy Celtics (1939-41), Wilmington Blue Bombers (1941-45) y New York Gothams (1945-46). Los Kate Smith Celtics ganaron los campeonatos ABL de 1939 y 1940. Wilmington ganó títulos ABL 1941-42 y 1943-44. En 1946-47 entrenó a los Senators de Albany de la Liga Profesional del Estado de Nueva York. ((NOTA: según la liga, las temporadas de baloncesto a menudo se superponen de un año a otro. Otras veces, una temporada comienza y termina en el mismo año del calendario).
Muchos consideran que el equipo New York Whirlwind de Sedran de 1919-21 fue el mejor equipo de baloncesto profesional de la primera mitad del siglo XX.
El miembro del Salón de la Fama judío Nat Holman, considerado por muchos expertos como el mejor jugador de la década de 1920, dijo de Sedran:

Barney Sedran, en mi humilde opinión, fue el mejor hombre de escasa estatura que jamás haya jugado a este juego. Podía hacerlo todo. Un gran tirador exterior e interior, pasador inteligente, gran manejador de balón y muy rápido. Siempre estaba en movimiento, armando situaciones de juego que acababan en canastas. Usaba su mente en todo momento y, siendo un hombre pequeño, soportó el castigo que era característico del juego de contacto rudo y agitado de los profesionales en los primeros días de este deporte. Podía hacerlo todo. Fue el jugador más completo de su época. No le tenía miedo a nadie y se atrevía a todo.

## Salones de la Fama
- En 1962, con una estatura de 5 pies 4 plg (1,6 m), Sedran se consagró en el Salón de la Fama del Baloncesto como jugador, convirtiéndose en el jugador más bajo en lograrlo.[1]

- Fue incluido póstumamente en el International Jewish Sports Hall of Fame en 1989.

- Su historia aparece en The First Basket, el primer y más completo documental sobre la historia de los judíos y el baloncesto.